# Coralie et Compagnie
Pour plus de détails, voir Fiche technique et Distribution.
Coralie et Compagnie est un film français réalisé par Alberto Cavalcanti, sorti en 1934.

## Fiche technique
- Titre : Coralie et Compagnie
- Réalisation : Alberto Cavalcanti
- Scénario : Alberto Cavalcanti, d'après la pièce de Maurice Hennequin et Antony Valabrègue
- Photographie : Léonce-Henri Burel
- Décors : Jean d'Eaubonne
- Musique : Paul Misraki, Georges Van Parys
- Son : André Dugné
- Montage : Michel Collet
- Société de production : Les Films Jean Dehelly
- Pays d'origine :  France
- Format : noir et blanc - 35 m - 1,33:1 - son mono - procédé cinématographique : sphérique
- Durée : 90 minutes[1]
- Date de sortie : France, 7 juin 1934

## Distribution
- Françoise Rosay : Mme Coralie
- Robert Burnier : Étienne
- Josette Day : Lulu
- Jacques Lerner : M. Brigueil
- Catherine Hessling : Liane
- Pierre Bertin : Maître Loizeau
- Jeanne Helbling : Clémence
- Héléna Manson : la bonne
- Nina Myral : Tante Laure
- Daniel Lecourtois : Jacques Dufauret